# Ghezala
Ne doit pas être confondu avec El Ghazala.
Ghezala ou Ghesala (arabe : غزالة) est une ville du nord-ouest de la Tunisie située à une dizaine de kilomètres à l'ouest de Mateur, au pied des monts Mogods, et à 70 kilomètres au nord-ouest de Tunis. Le parc national de l'Ichkeul se situe à quelques kilomètres au sud de la municipalité.
Rattachée au gouvernorat de Bizerte, elle est le chef-lieu d'une délégation de 26 021 habitants tandis que la ville compte une population de 5 490 habitants. Elle devient le siège d'une municipalité à la suite du décret du 11 septembre 2015.

## Climat et hydrographie
La région appartient à l'ensemble bioclimatique méditerranéen subhumide à hiver doux. La région connaît une forte variabilité interannuelle (entre 360 et 860 mm/an). Les plaines sont drainées par un réseau hydrographique descendant du tell et formant l'aire exoréique nord-tunisienne. Le bassin versant de l'Ichkeul (2 080 km2) en est l'une des composantes avec six oueds principaux dont l'oued Ghezala.

## Économie
La ville de Ghezala est située au cœur d'une région agricole de premier ordre en raison de la fertilité des terres de la plaine environnante. La vente des produits agricoles du territoire se réalise notamment sur le marché de Mateur à une dizaine de kilomètres.
La région du Nord-Est de la Tunisie constituée des gouvernorats de Nabeul, Zaghouan et Bizerte présente un taux moyen de pauvreté assez faible (11,9 %). Cependant, la délégation de Ghezala constitue une poche de pauvreté rurale assez importante avec un taux de pauvreté de 34 %.

## Infrastructures
Le barrage de Ghezala, inauguré en 1984 sur l'oued Ghezala, se trouve sur le territoire de la municipalité. Malgré la présence du barrage, plusieurs localités proches se plaignent du manque d'eau potable et d'irrigation. En mai 2022, il stocke 9 millions de mètres cubes, soit 90,1 % de sa capacité, un résultat supérieur à la moyenne des huit barrages du gouvernorat de Bizerte (65,1 %).
La municipalité comporte aussi un lycée le long de la route nationale 7. 